# Ludvig Fineman (militär)
Ludvig Wilhelm Fineman, född den 30 januari 1860 i Hudiksvall, död den 25 februari 1938 i Stockholm, var en svensk militär.
Ludvig Fineman var son till provinsialläkare Ludvig Fineman och Mimmi Säve. Han blev officer 1879, löjtnant vid Hälsinge regemente 1886, kapten där 1898, major vid Norrbottens regemente 1904, anställdes vid Generalstaben 1905 samt blev överstelöjtnant vid regementet 1907. Fineman var tillförordnad chef för Gotlands infanteriregemente 1910–1915. Fineman befordrades till överste 1911 och erhöll avsked 1915. Han blev riddare av Svärdsorden 1900. Fineman vilar i sin familjegrav på Uppsala gamla kyrkogård.